# Richard Hasenfuß – Held in Chucks
Richard Hasenfuß – Held in Chucks ist eine romantische Filmkomödie von Vito Rocco aus dem Jahr 2008.

## Handlung
Richard ist ein begeisterter LARP- und Reenactment-Spieler und stellt gerne mit seinen Freunden Wikinger-Schlachten nach. Ansonsten ist er ein ziemlicher Loser und wird auf der Arbeit gemobbt. Auch sein Sohn hat in der Schule Probleme wegen des ungewöhnlichen Hobbys. Als er die Beerdigung seines Stiefvaters verpasst, reicht es seiner Frau Cath und diese setzt ihn vor die Tür. Kurz darauf beginnt sie eine Affäre mit Gary, dem Sportlehrer ihres Sohns.
Die Ehe scheint am Ende, doch Richard gibt nicht auf. Doch seine mitunter sehr skurrilen Aktionen treiben weiter einen Keil zwischen die beiden. Schließlich versucht er seriös zu werden, doch auch dieser Plan scheitert kläglich.
Letztlich ist es der Beziehung seines Sohnes zu einem nerdigen Mädchen geschuldet, das Richard seine Reenactment-Gruppe weiterführt, die kurz vor der Auflösung steht. Auch kann er Cath wieder für sich gewinnen. Während der Wikinger-Schlacht kommt es zum Showdown mit Gary, bei dem Richard sowohl das Herz des Publikums als auch das seiner Frau endgültig zurückgewinnen kann.

## Hintergrund
Der Film entstand mit einem Budget von 1,3 Millionen britische Pfund. Der Film wurde zu einem Großteil über das soziale Netzwerk MySpace vorbereitet. So stammen sowohl Musik, Teile der Handlung als auch einige der kleineren Rollen aus dem Umfeld des sozialen Netzwerks.
MySpace und die Produktionsgesellschaft Vertigo arbeiteten zusammen mit Film4 sowie dem UK Film Council und setzten so ab Februar 2007 das Konzept um. Regisseure durften sich mit Kurzfilmen über MySpace bewerben. Etwa 1000 Bewerbungen erreichten die Produktionsgesellschaft, die wiederum zwölf in die engere Auswahl nahm. In einer Sitzung, unter anderem mit Schauspielerin Sienna Miller, wurden schließlich drei ausgewählt, die auf einer Website zur Abstimmung freigegeben wurden. Die User entschieden sich schließlich für Vito Rocco.
Ähnlich wurden auch zehn kleinere Rollen sowie zehn Musikstücke ausgewählt, außerdem konnten die MySpace-User über Witze, die im Film vorkommen, entscheiden. Auch während der gesamten Produktionszeit konnten die MySpace-User die Handlung beeinflussen. Die eigentliche Drehzeit betrug lediglich acht Wochen.
Der Film erlebte seine Weltpremiere am 28. Juni 2008 auf dem Edinburgh Film Festival. Anschließend wurde er in 150 Kinos in Großbritannien gezeigt. In Deutschland erschien der Film am 6. Oktober 2011 auf DVD.

## Rezeption
Der Filmdienst bezeichnete den Film als „spaßige Komödie, die ihren leicht verschrobenen Zeitgenossen auf liebenswerte Art durch den Kakao zieht.“. Jend Drengenburg von Kinofilmer.de kommt zu folgendem Schluss:

„„Richard Hasenfuss“ ist ein liebens- und sehenswerten Film über Familie, Freundschaft und darüber, seinen Wikinger bzw. Mann zu stehen, wenn es verlangt wird und sich für die Sachen, die man liebt, einzusetzen. Ein Film, der mit seinem Charme zu überzeugen weiß.“